# Campeonato Mundial de Vela de 2014
El IV Campeonato Mundial de Vela se celebró en Santander (España) entre el 11 y el 21 de septiembre de 2014 bajo la organización de la Federación Internacional de Vela (ISAF) y la Real Federación Española de Vela.
Las competiciones se realizaron en las aguas del mar Cantábrico, con base en el Real Club Marítimo de Santander.

## Clases
En este campeonato se compitió en las clases de vela del programa olímpico vigente, que fueron cinco masculinas, cuatro femeninas y una mixta:
- Clases masculinas: Laser, RS:X, Finn, 470 y 49er
- Clases femeninas: Laser radial, RS:X, 470 y 49er FX
- Clases mixta: Nacra 17

## Medallistas

### Masculino
| Evento        | Oro                                        | Plata                                      | Bronce                                          |
| ------------- | ------------------------------------------ | ------------------------------------------ | ----------------------------------------------- |
| Laser (18.09) | Nicholas Heiner · Países Bajos · 45 pts.   | Tom Burton Australia 51 pts.               | Nick Thompson Reino Unido 55 pts.               |
| RS:X (19.09)  | Julien Bontemps Francia 34                 | Przemysław Miarczyński · Polonia · 55      | Thomas Goyard Francia 60                        |
| Finn (21.09)  | Giles Scott Reino Unido 18                 | Ivan Kljaković Gašpić · Croacia · 32       | Edward Wright Reino Unido 50                    |
| 470 (20.09)   | Mathew Belcher William Ryan Australia 25,3 | Šime Fantela · Igor Marenić · Croacia · 44 | Panayotis Mantis · Pavlos Kayalís · Grecia · 47 |
| 49er (21.09)  | Peter Burling Blair Tuke Nueva Zelanda 36  | Jonas Warrer Anders Thomsen Dinamarca 82   | Nathan Outteridge Iain Jensen Australia 86      |

### Femenino
| Evento               | Oro                                        | Plata                                               | Bronce                                          |
| -------------------- | ------------------------------------------ | --------------------------------------------------- | ----------------------------------------------- |
| Laser radial (18.09) | Marit Bouwmeester · Países Bajos · 33 pts. | Josefin Olsson · Suecia · 49 pts.                   | Evi Van Acker · Bélgica · 56 pts.               |
| RS:X (19.09)         | Charline Picon Francia 27                  | Marina Alabau · España · 67                         | Maayan Davidovich Israel 67                     |
| 470 (20.09)          | Lara Vadlau · Jolanta Ogar · Austria · 34  | Joanna Aleh Olivia Powrie Nueva Zelanda 45          | Hannah Mills Saskia Clark Reino Unido 50        |
| 49er FX (21.09)      | Martine Grael · Kahena Kunze · Brasil · 41 | Ida Baad Nielsen Marie Thusgaard Olsen Dinamarca 41 | Giulia Conti · Francesca Clapcich · Italia · 71 |

### Mixto
| Evento           | Oro                                     | Plata                                                    | Bronce                                           |
| ---------------- | --------------------------------------- | -------------------------------------------------------- | ------------------------------------------------ |
| Nacra 17 (21.09) | Billy Besson Marie Riou Francia 27 pts. | Santiago Lange Cecilia Carranza Saroli Argentina 35 pts. | Jason Waterhouse Lisa Darmanin Australia 66 pts. |

## Medallero
| Núm. | País          | Oro | Plata | Bronce | Total |
| ---- | ------------- | --- | ----- | ------ | ----- |
| 1    | Francia       | 3   | 0     | 1      | 4     |
| 2    | Países Bajos  | 2   | 0     | 0      | 2     |
| 3    | Australia     | 1   | 1     | 2      | 4     |
| 4    | Nueva Zelanda | 1   | 1     | 0      | 2     |
| 5    | Reino Unido   | 1   | 0     | 3      | 4     |
| 6    | Austria       | 1   | 0     | 0      | 1     |
| 6    | Brasil        | 1   | 0     | 0      | 1     |
| 8    | Croacia       | 0   | 2     | 0      | 2     |
| 8    | Dinamarca     | 0   | 2     | 0      | 2     |
| 10   | Argentina     | 0   | 1     | 0      | 1     |
| 10   | España        | 0   | 1     | 0      | 1     |
| 10   | Polonia       | 0   | 1     | 0      | 1     |
| 10   | Suecia        | 0   | 1     | 0      | 1     |
| 14   | Bélgica       | 0   | 0     | 1      | 1     |
| 14   | Grecia        | 0   | 0     | 1      | 1     |
| 14   | Israel        | 0   | 0     | 1      | 1     |
| 14   | Italia        | 0   | 0     | 1      | 1     |
|      | TOTAL         | 10  | 10    | 10     | 30    |